# Jan Schwippert
Jan-Eric Schwippert (auch Jan Eric Schwippert; * 1990 oder 1991 in Stuttgart) ist ein professioneller deutscher Pokerspieler.

## Persönliches
Schwippert stammt aus Stuttgart. Er lebte eine Zeit in Brighton und wohnte mindestens 2017 gemeinsam mit den Pokerspielern Jens Lakemeier und Christopher Frank in einer WG in Wien.

## Pokerkarriere
Schwippert spielt seit Juni 2009 Onlinepoker. Er nutzt den Nickname OverTheTop43 auf den Plattformen PokerStars und 888poker, spielt als colette1986 bei partypoker, als jan5266s bei PokerStars.FR sowie als favre4bandit beim Anbieter Winamax. Seine erspielten Turnierpreisgelder liegen bei über 5 Millionen US-Dollar, wobei der Großteil bei PokerStars gewonnen wurde. Dort gewann Schwippert im Mai 2013 ein Turnier der Spring Championship of Online Poker mit einem Hauptpreis von rund 260.000 US-Dollar sowie im September 2017 zwei Turniere der World Championship of Online Poker mit Preisgeldern von zusammen knapp 280.000 US-Dollar. Im Jahr 2014 stand er zeitweise unter den Top 10 des PokerStake-Rankings, das die erfolgreichsten Onlinepoker-Turnierspieler weltweit listet.
Seine erste Geldplatzierung bei einem Live-Turnier erzielte Schwippert Anfang Juli 2012 im King’s Resort in Rozvadov. Im Sommer 2013 war er erstmals bei der World Series of Poker (WSOP) im Rio All-Suite Hotel and Casino am Las Vegas Strip erfolgreich und kam bei zwei Turnieren der Variante No Limit Hold’em ins Geld. Anfang November 2013 gewann Schwippert in Macau ein Turnier der Asia Pacific Poker Tour mit einer Siegprämie von umgerechnet 65.000 US-Dollar. Mitte Dezember 2016 belegte er beim Main Event der European Poker Tour in Prag den 128. Platz für 9000 Euro Preisgeld. Im Juli 2014 cashte er erstmals beim WSOP-Main-Event und erhielt knapp 20.000 US-Dollar für seinen 656. Platz. Bei der WSOP 2015 kam er viermal ins Geld, u. a. belegte er im Main Event den 220. Platz für 40.000 US-Dollar. Mitte April 2016 siegte Schwippert bei einem Turbo-Event des Seminole Hard Rock Poker Showdown in Hollywood, Florida, mit einem Preisgeld von über 50.000 US-Dollar. Im Juli 2016 gewann er auch das Main Event der Goliath Phamous Poker Series und erhielt dafür 300.000 US-Dollar Siegprämie. Beim Five Diamond World Poker Classic Mitte Dezember 2016 erreichte Schwippert beim High-Roller-Event den Finaltisch und beendete das Turnier auf dem dritten Platz für rund 135.000 US-Dollar Preisgeld. Zwei Tage später gewann er an gleicher Stelle das Super-High-Roller-Event und damit sein bisher größtes Preisgeld in Höhe von knapp 1,5 Millionen US-Dollar. Anfang November 2017 belegte Schwippert beim 111.111 Euro teuren High Roller for One Drop der World Series of Poker Europe in Rozvadov den 14. Platz für mehr als 200.000 Euro Preisgeld. Im Dezember 2017 wurde er bei einem High-Roller-Event des Five Diamond World Poker Classic im Hotel Bellagio am Las Vegas Strip hinter Stefan Schillhabel Zweiter, erhielt aber aufgrund eines Deals das meiste Preisgeld in Höhe von knapp 370.000 US-Dollar. Ende Januar 2018 belegte Schwippert bei der A$25.000 Challenge der Aussie Millions Poker Championship in Melbourne den zweiten Platz für mehr als 500.000 Australische Dollar. Mitte April 2018 wurde er beim Main Event der partypoker Millions in Barcelona Fünfter für mehr als 600.000 Euro Preisgeld. Ende Oktober 2018 erreichte Schwippert den Finaltisch beim Super High Roller der World Series of Poker Europe in Rozvadov und belegte den sechsten Platz, der mit rund 430.000 Euro bezahlt wurde. Seitdem blieben größere Turniererfolge aus.
Insgesamt hat sich Schwippert mit Poker bei Live-Turnieren mehr als 6,5 Millionen US-Dollar erspielt.